# Петриківський розпис (монета)
«Петрикі́вський ро́зпис» — пам'ятна монета номіналом 5 гривень, випущена Національним банком України, присвячена декоративно-орнаментальному мистецтву, назва якого походить від селища Петриківка (Дніпропетровщина). Це самобутнє мистецтво має давні традиції та передається від покоління до покоління. Петриківський розпис у 2013 році включено до Репрезентативного списку нематеріальної культурної спадщини людства ЮНЕСКО.
Монету введено в обіг 20 травня 2016 року. Вона належить до серії «Українська спадщина».

## Опис монети та характеристики
| Номінал грн. | Метал      | Маса, г | Діаметр, мм | Якість виготовлення       | Гурт     | Тираж, штук                                        |
| ------------ | ---------- | ------- | ----------- | ------------------------- | -------- | -------------------------------------------------- |
| 5            | нейзильбер | 16,54   | 35,0        | спеціальний анциркулейтед | рифлений | 35 000 (у тому числі 15 000 у сувенірній упаковці) |

### Аверс
На аверсі монети розміщено: ліворуч — малий Державний Герб України, під яким вертикальний напис «УКРАЇНА» та рік карбування монети «2016», праворуч номінал — «5 ГРИВЕНЬ»; стилізовану композицію: на дзеркальному тлі — фрагмент петриківського розпису та кисть художниці з пензлем; логотип Банкнотно-монетного двору Національного банку України (праворуч).

### Реверс
На реверсі монети на дзеркальному тлі зображено стилізовану композицію: художниця в обрамленні кольорового петриківського розпису (використано тамподрук), ліворуч півколом напис «ПЕТРИКІВСЬКИЙ РОЗПИС».

15000 монет із загального тиражу було випущено у буклетах
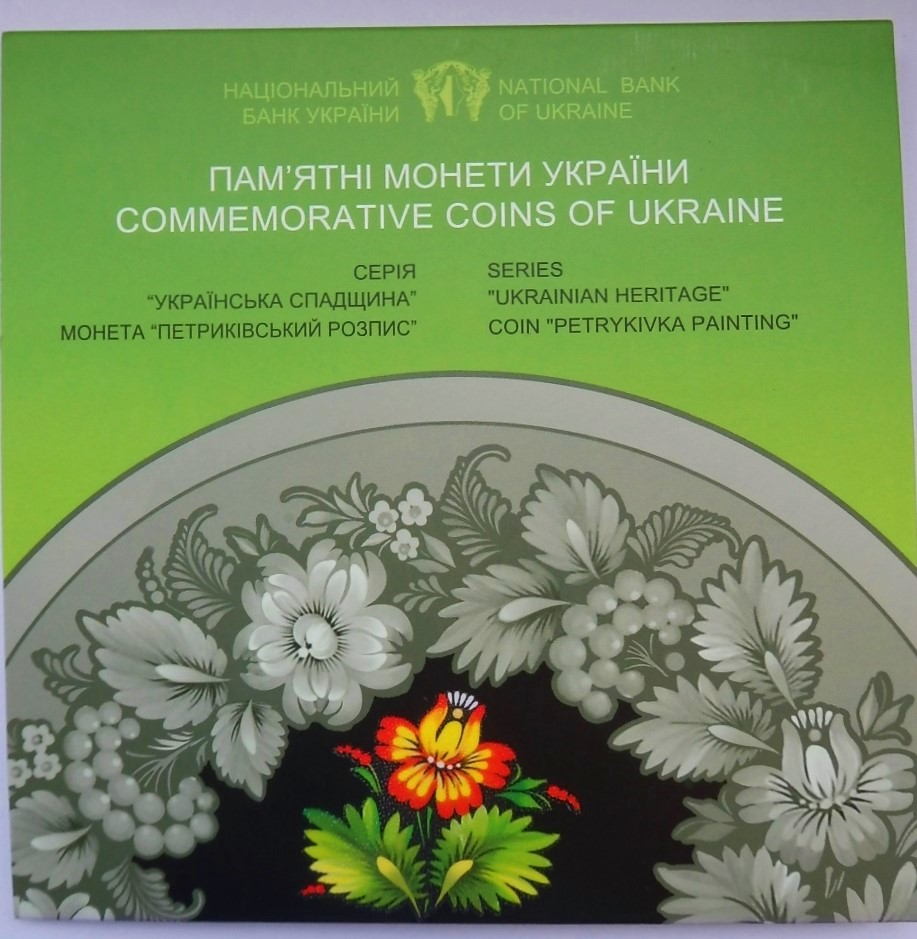
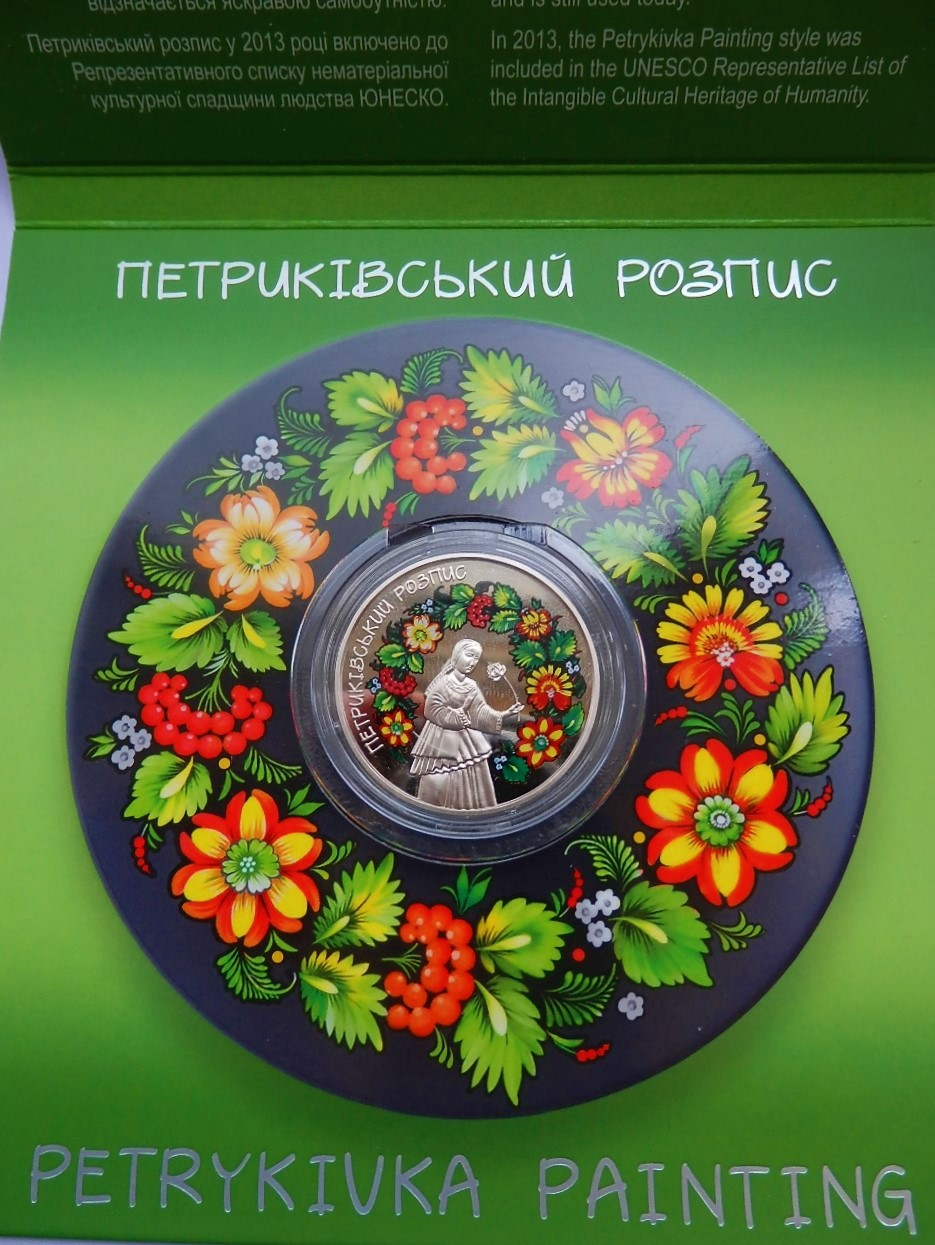
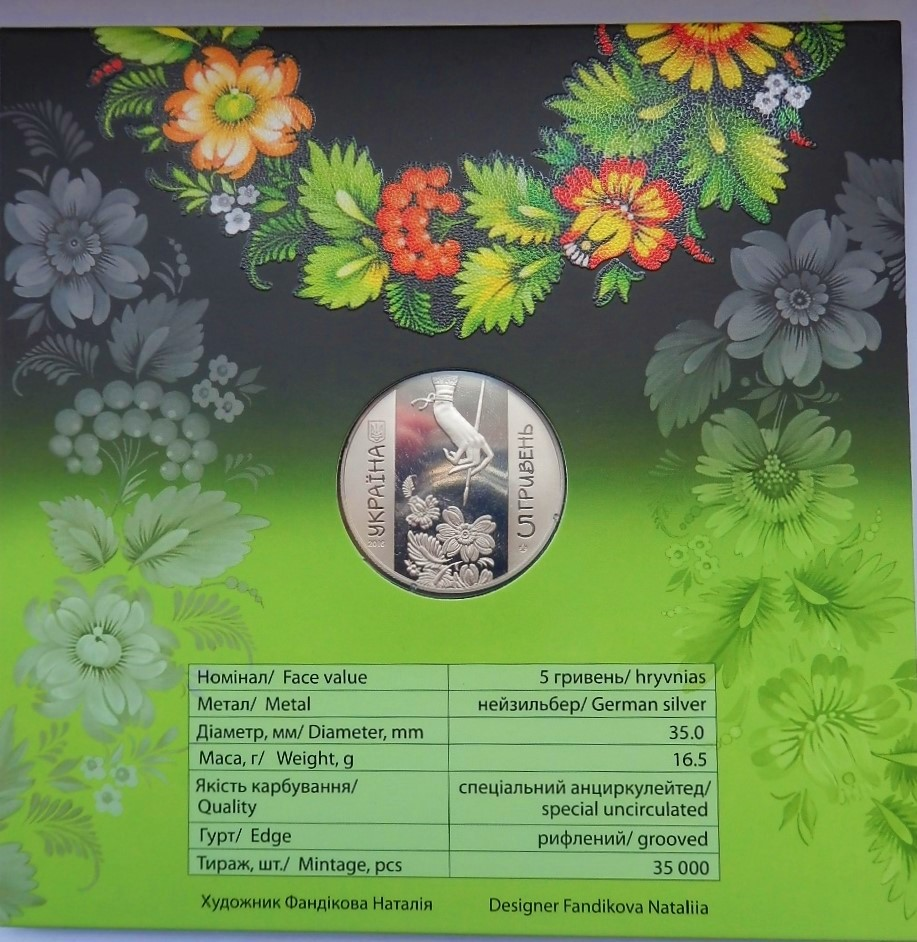

## Автори

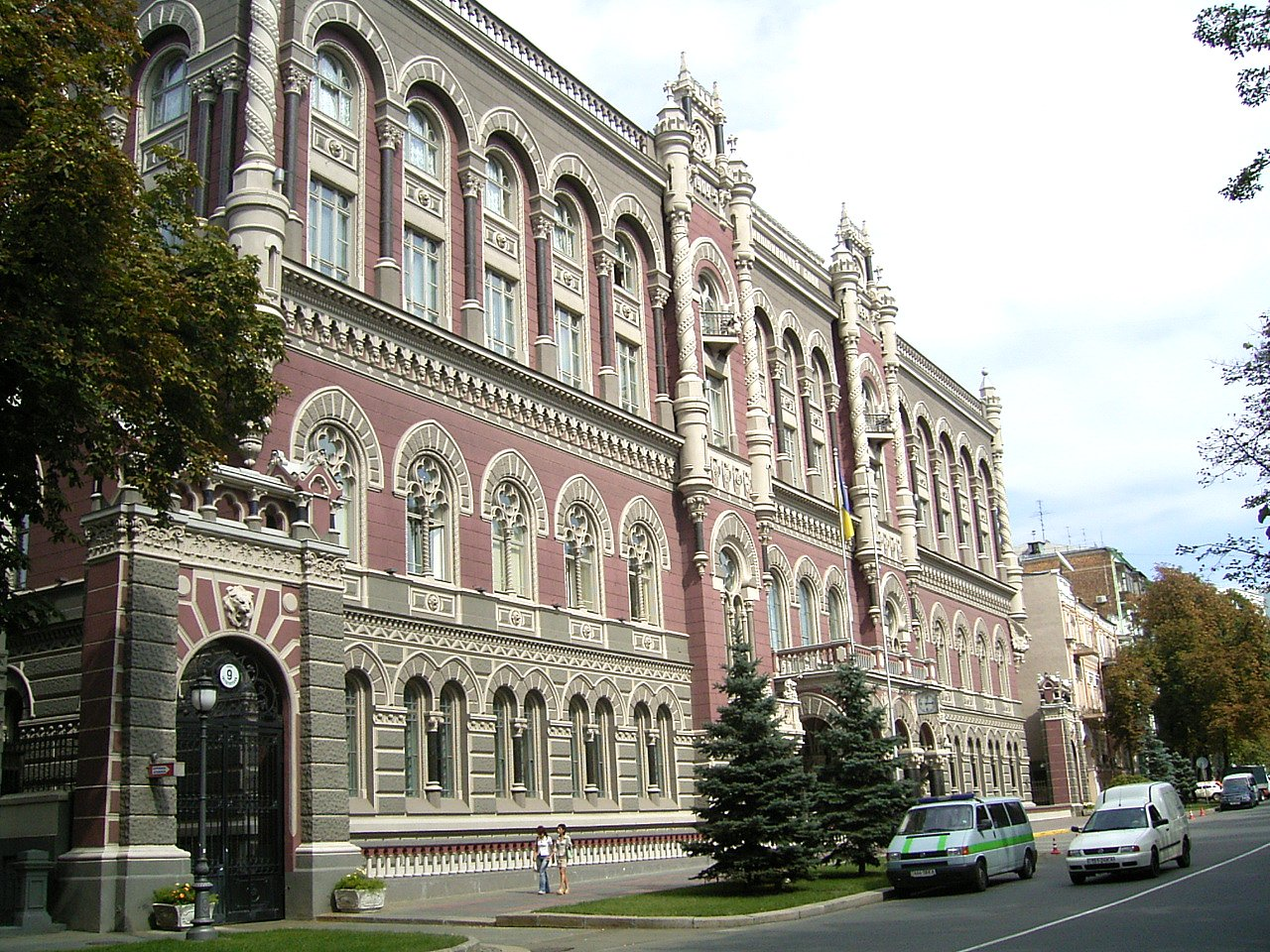
Будівля Національного банку України

- Художник — Фандікова Наталія.
- Скульптори: Атаманчук Володимир, Дем'яненко Володимир.

## Вартість монети
Під час введення монети в обіг у 2016 році, Національний банк України реалізовував монету через свої філії за ціною 38 гривень.
Фактична приблизна вартість монети з роками змінювалася так:
| Рік        | 2017 | 2018 | 2019 | 2020 | 2021 | 2022 | 2023 | 2024  | 2025  |
| ---------- | ---- | ---- | ---- | ---- | ---- | ---- | ---- | ----- | ----- |
| Ціна, грн. | 130  | 135  | 145  | 165  | 270  | 710  | 880  | 1 580 | 1 550 |